# Bradysia minutissima
Bradysia minutissima är en tvåvingeart som beskrevs av Werner Mohrig och Boris Mamaev 1989. Bradysia minutissima ingår i släktet Bradysia och familjen sorgmyggor.
Artens utbredningsområde är Turkmenistan. Inga underarter finns listade i Catalogue of Life.